# Alexandra Höglund
Alexandra Höglund, född 18 september 1990 i Gimo, är en före detta fotbollsspelare från Sverige (anfallare) som spelade i Djurgårdens IF under åren 2009–2017.
Under 2013 blev hon utsedd till Elitettans mest värdefulla spelare.